# Peter D'Aguiar
Peter Stanislaus D'Aguiar (c. 1912 – 30 de março de 1989) foi um empresário e político guianês. Foi ministro das finanças do seu país, de 1964 a 1967.